# Сан Леонардо ин Пасирија
Сан Леонардо ин Пасирија (итал. San Leonardo in Passiria) је насеље у Италији у округу Болцано, региону Трентино-Јужни Тирол.
Према процени из 2011. у насељу је живело 1671 становника. Насеље се налази на надморској висини од 682 м.

## Историја
Андреас Хофер је рођен у овом селу. У селу је католичка црква Светог Леонарда, а постоји и француско војно гробље, из доба ратова са Наполеоном. У новије време се развио туризам и село има велики број хотела.

## Становништво
Према резултатима пописа становништва 2011. у општини је живело 3.508 становника.
| 1931. | 1936. | 1951. | 1961. | 1971. | 1981. | 1991. | 2001. | 2011. |
| ----- | ----- | ----- | ----- | ----- | ----- | ----- | ----- | ----- |
| 2.470 | 2.675 | 2.481 | 2.672 | 2.859 | 3.038 | 3.330 | 3.437 | 3.508 |

## Партнерски градови
- Фухсмил

## Галерија
- Панорама села
- Католичка црква Светог Леонарда
- Унутрашњост цркве
- Једна од улица у селу
- Заселак Гомион у склопу Сан Леонарда
- Козе на брдима високо изнад села
- Један од врхова планина (Glaitner Hochjoch) са крстом, поред села
- Детаљ брда изнад села
- Река Пасер у селу
- Француско војно гробље
- Гроб два руска војника на француском војном гробљу у селу